# Melastomastrum segregatum
Melastomastrum segregatum är en tvåhjärtbladig växtart som först beskrevs av George Bentham, och fick sitt nu gällande namn av Abílio Fernandes och Rosette Mercedes Saraiva Batarda Fernandes. Melastomastrum segregatum ingår i släktet Melastomastrum och familjen Melastomataceae. Inga underarter finns listade i Catalogue of Life.